# Brachista
Brachista är ett släkte av steklar. Brachista ingår i familjen hårstrimsteklar.
Kladogram enligt Catalogue of Life:
| Brachista | \| \| Brachista efferiae \| \| \| \| \| \| Brachista fidiae \| \| \| \| \| \| Brachista fisheri \| \| \| \| |
|           | \| \| Brachista efferiae \| \| \| \| \| \| Brachista fidiae \| \| \| \| \| \| Brachista fisheri \| \| \| \| |
|           | Brachista efferiae                                                                                          |
|           | |
|           | Brachista fidiae                                                                                            |
|           | |
|           | Brachista fisheri                                                                                           |
|           | |